# Massif des Khibiny
Pour l’article homonyme, voir Khibiny.
Le massif des Khibiny, monts Khibiny ou simplement Khibiny  (en russe : Хибины) est l'une des deux principales chaînes de montagne de la péninsule de Kola, en Russie. Khibiny désignerait en finnois un sommet plat.
Le massif, d'une forme ovale, a une superficie d'environ 1 300 km2 et occupe la partie centrale de la péninsule. Son altitude moyenne est de 900 à 1 000 m au-dessus de la plaine environnante. Il culmine à 1 200 m au mont Youdichvumchorr. Les sommets se présentent sous forme de plateaux entourés de pentes escarpées et comportent des glaciers par endroits. À 5 km du point le plus oriental des Khibiny débute un deuxième massif, le massif du Lovozero.
Compte tenu de la latitude, la limite de la végétation arbustive s'arrête à l'altitude de 400 mètres puis cède la place à la toundra et au sommet à un désert de pierres.
Le massif connaît une activité sismique. Il est extrêmement riche en différents minerais en particulier l'apatite (phosphates) et la néphéline (minerai d'aluminium), ainsi que la rare eudialyte. Des mines exploitent ces ressources depuis 1926, non loin des agglomérations d'Apatity et de Kirovsk, situées en bordure du massif. Les pentes du massif attirent une population de skieurs.
Des essais nucléaires souterrains auraient été menés dans le massif en 1972 et 1984 avec des retombées radioactives.
| Massif des Khibiny |

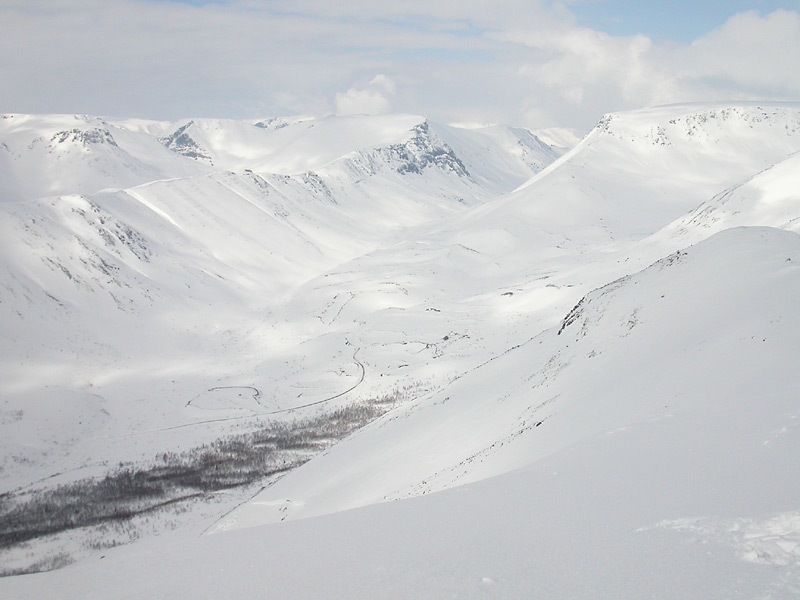
Massif des Khibiny en hiver.
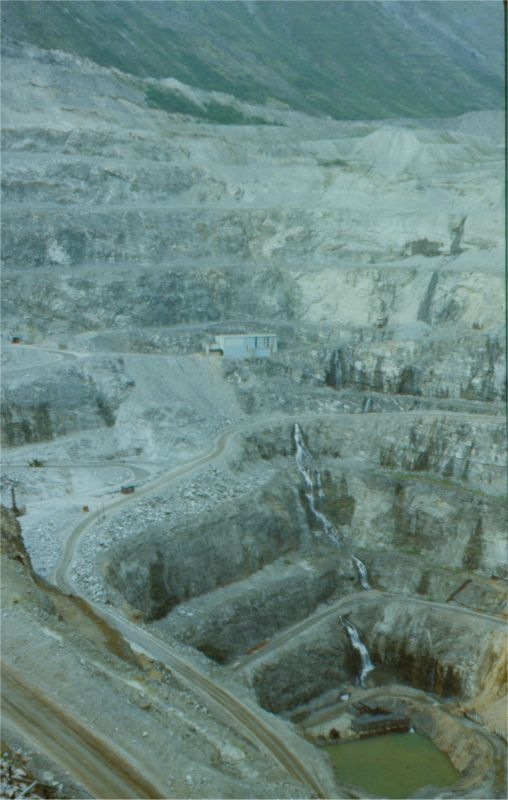
Mine d'apatite.

## Toponymes des Khibiny
Par ordre alphabétique
- Mont Aïkouaïventchorr
- Lac Bolchoï Voudyavr
- Mont Eveslogtchorr
- Vallée Hackman
- Iouksportchorr
- Kaskasniountchorr
- Khibinpakhtchorr
- Mont Koachkar
- Mont Koachva
- Vallée Kouniok
- Lac Imandra
- Passe Ioumegor
- Mont Koukisvoumtchorr (à Koukisvoumtchorr)
- Vallée de la Loparskaïa
- Mont Maly Mannepakhk
- Pic Martchenko
- Mont Niorkpakhk (Norkpoukhk, Niourpakhk)
- Mont Partomtchorr
- Rivière Petrelius
- Mont Rasvoumtchorr
- Mont Restinioun
- Mont Ristchorr
- Mont Takhtarvoumtchorr
- Baie Touliloukht
- Rivière Vouonnemiok
- Mont Voudiavrtchorr (avec un jardin botanique de flore alpine arctique)